# Bitwa pod Akroinon
Bitwa pod Akroinon miała miejsce w Akroinon lub Akroinos (w pobliżu obecnego Afyonkarahisar) we Frygii, w zachodniej Anatolii w 740 r. między Umajjadami a armią bizantyńską. Arabowie prowadzili regularne najazdy na Anatolię w ciągu poprzedniego stulecia, a wyprawa z 740 r. okazała się największą w ciągu ostatnich dziesięcioleci, składającą się z trzech oddzielnych oddziałów. Jeden z nich, w liczbie 20 000 pod Abdullahem al-Battalem i Al-Malikiem ibn Shu’aibem, starł się w Akroinon z siłami Bizancjum pod dowództwem cesarza Leona III Izauryjczyka i jego syna, przyszłego Konstantyna V. Bitwa zakończyła się zdecydowanym zwycięstwem Cesarstwa. W połączeniu z problemami kalifatu Umajjadów na innych frontach i wewnętrzną niestabilnością przed i po powstaniu Abbasydów, położyła kres wielkim najazdom arabskim na Anatolię na trzy dekady.

## Podłoże
Od początku muzułmańskich podbojów, Bizancjum, jako największe, najbogatsze i najsilniejsze militarnie państwo graniczące z powiększającym się kalifatem było głównym wrogiem muzułmanów. Po katastrofalnej bitwie pod Sebastopolis, Cesarstwo w zasadzie ograniczało się do strategii pasywnej obrony, podczas gdy muzułmańskie wojska regularnie dokonywały najazdów na bizantyńską Anatolię. Po nieudanym oblężeniu Konstantynopola w latach 717–718, Umajjadzi na chwilę odwrócili uwagę od Bizancjum. Od 720/721 r. wznowili jednak te wyprawy w prawidłowości: w każde lato jedna lub dwie kampanie, czasami w towarzystwie ataków floty i ekspedycji zimowych. Nie były już one ukierunkowane na zdobywanie terytorium, a na duże najazdy, grabienie i pustoszenie okolicy, i tylko od czasu do czasu ataki na forty lub duże osiedla. Rajdy w tym okresie ograniczały się do centralnej Anatolii (przede wszystkim do jej wschodniej połowy, Kapadocji), i tylko od czasu do czasu sięgały wybrzeży półwyspu.
Pod bardziej agresywnym kalifem Hiszamem ibn Abd al-Malikiem, arabskie najazdy stały się bardziej ambitne i prowadzone przez jednych z najzdolniejszych generałów kalifatu, w tym i książąt z dynastii Umajjadów, na przykład Maslamy ibn Abd Al-Malika i synów samego Hiszama, Mu’awiji, Maslamy i Sulajmana. Stopniowo jednak muzułmańskie sukcesy stały się rzadsze, zwłaszcza od kiedy zasoby kalifatu były uwikłane w narastający konflikt z Chazarami na Kaukazie. Najazdy trwały, ale arabscy i bizantyńscy kronikarze wspominają mniej zdobytych twierdz i miast. Tym niemniej w 737 r. duże zwycięstwo nad Chazarami pozwoliło Arabom skoncentrować uwagę i wzmóc kampanie przeciwko Bizancjum. W ten sposób w 738 i 739 r. Maslama ibn Hiszam przeprowadził udane najazdy, w tym zdobycie Ankary. W roku 740 Hiszam zorganizował największą wyprawę w czasach swoich rządów, powierzając dowództwo nad nią swojemu synowi, Sulajmanowi.

## Przebieg bitwy
Według kroniki Teofana Wyznawcy, atakujące siły Umajjadów liczyły 90 000 ludzi. 10 000 lekko uzbrojonych żołnierzy pod al-Ghamrem ibn Jazidem zostało wysłanych do najazdu na zachodnie wybrzeże, a następnie 20 000 pod Abd Allahem al-Battalem i al-Malikiem ibn Su’ajbem ruszyło w kierunku Akroinon, podczas gdy główne siły liczące 60 000 (liczba ta jest z pewnością mocno zawyżona), pod dowództwem Sulajmana ibn Hiszama, napadły na Kapadocję.
Cesarz Leon starł się z drugim oddziałem w Akroinon. Szczegóły walki nie są znane, ale cesarz odniósł miażdżące zwycięstwo: obydwaj arabscy dowódcy zginęli, tak jak większość ich armii, około 13 200 ludzi. Reszcie wojsk arabskich udało się przeprowadzić w sposób zorganizowany odwrót do Synnady we Frygii, gdzie dołączyli do Sulajmana. Dwa inne arabskie oddziały niszczyły okolicę nie napotykając oporu, ale nie mogły zdobyć ani jednego miasta lub twierdzy. Arabska armia cierpiała również z głodu i braku zaopatrzenia. X-wieczny arabski chrześcijański historyk Agapiusz z Hierapolis pisze o 20 000 jeńców arabskich wziętych przez Bizantyńczyków.

## Efekt i skutki
Bitwa pod Akroinon była wielkim sukcesem dla Bizantyńczyków, ponieważ było to pierwsze poważne zwycięstwo w bitwie o umówionym przez obie strony miejscu i czasie. Traktując to jako świadectwo Bożej pomocy, zwycięstwo przyczyniło się również się do wzmocnienia w Leonie wiary w ikonoklazm, który przyjął kilka lat wcześniej. Sukces w bitwie otworzył drogę do bardziej agresywnej postawy Bizancjum, które w 741 roku zaatakowało arabską część ważnej arabskiej bazy w Malatya. W 742 i 743 r. Umajjadzi mogli wykorzystać wojnę domową między Konstantynem V i Artabasdesem, najeżdżając Anatolię z względną bezkarnością, lecz arabskie źródła nie informują o żadnych poważnych osiągnięciach.
Klęska Arabów pod Akroinon jest postrzegana jako „decydująca bitwa” i „przełomowy punkt” wojen arabsko-bizantyńskich, powodując osłabienie arabskiego nacisku na Bizancjum. Jednakże inni historycy, począwszy od XX-wiecznego badacza Syrii E.W. Brooksa po bardziej teraźniejszych, takich jak Walter Kaegi i Ralph-Johannes Lilie, zakwestionowali tę tezę, przypisując zmniejszenie arabskiego zagrożenia po bitwie faktowi, że zbiegło się ono w czasie z innymi dużymi porażkami w najbardziej oddalonych prowincjach kalifatu, co wyczerpało jego rozciągnięte zasoby wojskowe, a także wewnętrznymi problemami z powodu wojny domowej i rewolucji Abbasydów. W efekcie, arabskie ataki przeciwko Bizancjum w latach 740-tych były raczej nieefektywne i wkrótce ustały całkowicie. Konstantyn V był w stanie wykorzystać upadek kalifatu Umajjadów, organizując serię wypraw do Syrii i zabezpieczając bizantyńską dominację na wschodnich rubieżach Cesarstwa aż do lat 770-tych.
W świecie muzułmańskim pamięć o pokonanym arabskim dowódcy, Abd Allahu al-Battalu, przetrwała i stał on się jednym z największych bohaterów arabskiej, a później tureckiej epiki, np. Seyyid Battаl Ghazi.